# Gyula M. Szabó
| 31872 Terkán        | 13 marzo 2000     |
| 38442 Szilárd       | 24 settembre 1999 |
| 82656 Puskás        | 10 agosto 2001    |
| 117086 Lóczy        | 8 giugno 2004     |
| 190504 Hermanottó   | 22 aprile 2000    |
| 301946 Bugyi        | 28 gennaio 2000   |
| 523954 Guman        | 22 ottobre 1998   |
| 612787 Haumannpéter | 8 agosto 2004     |

Gyula M. Szabó (...) è un astronomo ungherese.
Il Minor Planet Center gli accredita le scoperte di nove asteroidi, effettuate tra il 1998 e il 2004, tutte in collaborazione con Krisztián Sárneczky.
Gli è stato dedicato l'asteroide 113203 Szabó.